# Magne Myrmo
Magne Gunnbjørn Myrmo (ur. 30 lipca 1943 w Rennebu) – norweski biegacz narciarski, srebrny medalista olimpijski oraz dwukrotny medalista mistrzostw świata.

## Kariera
Jego olimpijskim debiutem były igrzyska olimpijskie w Sapporo w 1972 r. Wywalczył srebrny medal w biegu na dystansie 50 km, przegrywając jedynie ze swoim rodakiem Pålem Tyldumem. W pozostałych startach zajął 19. miejsce w biegu na 15 km oraz 21. miejsce w biegu na 30 km. Cztery lata później, na igrzyskach olimpijskich w Innsbrucku jego najlepszym wynikiem było 23. miejsce w biegu na 30 km stylem klasycznym.
W 1970 r. wystartował na mistrzostwach świata w Wysokich Tatrach, gdzie zajął 7. miejsce w biegu na 30 km techniką klasyczną. Na mistrzostwach świata w Falun w 1974 r. triumfował w biegu na 15 km stylem klasycznym. Ponadto wraz z Oddem Martinsenem, Ivarem Formo i Oddvarem Brå wywalczył brązowy medal w sztafecie. Na późniejszych mistrzostwach świata już nie startował.
Dwa razy zdobywał tytuły mistrza kraju (1971 i 1972). W sezonie 1977/1978 zajął trzecie miejsce w klasyfikacji generalnej nieoficjalnego Pucharu Świata w biegach narciarskich. W 1972 roku został uhonorowany Medalem Holmenkollen.

## Osiągnięcia

### Igrzyska olimpijskie
| Miejsce | Dzień     | Rok  | Miejscowość | Konkurencja             | Czas biegu | Strata   | Zwycięzca            |
| ------- | --------- | ---- | ----------- | ----------------------- | ---------- | -------- | -------------------- |
| 21.     | 4 lutego  | 1972 | Sapporo     | 30 km stylem klasycznym | 1:36:31,15 | +5:52,25 | Wiaczesław Wiedienin |
| 19.     | 7 lutego  | 1972 | Sapporo     | 15 km stylem klasycznym | 45:28,24   | +1:44,31 | Sven-Åke Lundbäck    |
| 2.      | 10 lutego | 1972 | Sapporo     | 50 km stylem klasycznym | 2:43:14,75 | +14,70   | Pål Tyldum           |
| 23.     | 5 lutego  | 1976 | Innsbruck   | 30 km stylem klasycznym | 1:30:29,38 | +5:03,96 | Siergiej Sawieljew   |
| 55.     | 8 lutego  | 1976 | Innsbruck   | 15 km stylem klasycznym | 43:58,47   | +5:28,42 | Nikołaj Bażukow      |

### Mistrzostwa świata
| Miejsce | Dzień     | Rok  | Miejscowość  | Konkurencja             | Czas biegu | Strata   | Zwycięzca            |
| ------- | --------- | ---- | ------------ | ----------------------- | ---------- | -------- | -------------------- |
| 7.      | 15 lutego | 1970 | Vysoké Tatry | 30 km stylem klasycznym | 1:39:48,01 | +2:23,99 | Wiaczesław Wiedienin |
| 14.     | 22 lutego | 1970 | Vysoké Tatry | 50 km stylem klasycznym | 2:49:31,70 | +5:47,77 | Kalevi Oikarainen    |
| 1.      | 20 lutego | 1974 | Falun        | 15 km stylem klasycznym | 41:39,10   | -        | -                    |
| 3.      | 21 lutego | 1974 | Falun        | Sztafeta 4 × 10 km      | 2:03:15,85 | +30,18   | NRD                  |

### Puchar Świata
W sezonach 1973/1974 - 1980/1981 Puchar Świata rozgrywany był nieoficjalnie.

#### Miejsca w klasyfikacji generalnej
- sezon 1973/1974: 5.
- sezon 1974/1975: 5.
- sezon 1975/1976: 4.
- sezon 1976/1977: 17.
- sezon 1977/1978: 3.

#### Miejsca na podium
1. Falun – 19 lutego 1974 (15 km) – 1. miejsce
2. Oslo – 9 marca 1974 (50 km) – 1. miejsce
3. Le Brassus – 11 stycznia 1975 (15 km) – 2. miejsce
4. Ramsau – 27 stycznia 1975 (30 km) – 2. miejsce
5. Oslo – 8 marca 1975 (50 km) – 3. miejsce
6. Davos – 20 grudnia 1975 (30 km) – 2. miejsce
7. Le Brassus – 10 stycznia 1976 (15 km) – 1. miejsce
8. Oslo – 11 marca 1976 (15 km) – 3. miejsce
9. Davos – 17 grudnia 1977 (15 km) – 3. miejsce
10. Falun – 4 marca 1978 (30 km) – 1. miejsce
11. Oslo – 11 marca 1978 (50 km) – 2. miejsce